# Zachar Prilepin
Zachar Prilepin (ryska: Заха́р Приле́пин), egentligen Jevgenij Nikolajevitj Prilepin (ryska: Евге́ний Никола́евич Приле́пин), född 7 juli 1975 i byn Iljinka, Rjazan oblast, Ryska SFSR, Sovjetunionen, är en rysk författare, filolog och publicist.
Prilepin är också känd för sin samhällspolitiska, humanitära och militära verksamhet i Ryssland och angränsande länder. Han har även varit verksam som chefredaktör, TV-producent, programledare, rappare och skådespelare.
Prilepins böcker har hittills översatts till engelska, tyska, franska, italienska, kinesiska, danska, norska, polska, bulgariska, rumänska och armeniska. Hans litterära agentur Wiedling literary Agency har nu avslutat samarbetet med honom efter hans beslut 13 februari 2017 att ta befälet över en bataljon i Folkrepubliken Donetsk och aktivt delta i striderna om Donbass.

## Biografi
Jevgenij Nikolajevitj Prilepin föddes 7 juli 1975 i byn Iljinka, där hans far arbetade som historielärare och hans mor som sjuksköterska. 1986 flyttade familjen till Nizjnij Novgorod oblast, till staden Dzerzjinsk där föräldrarna hade fått en lägenhet. 
När Prilepin gått ut skolan 1992 flyttade han till Nizjnij Novgorod. 1994 blev han inkallad för att göra värnplikten, och placerades senare i reserven. Efter militärtjänsten studerade han vid polisskolan och tjänstgjorde hos OMON, den mobila enheten för särskilda insatser. På fritiden studerade han vid filologiska fakulteten. Men 1996 skickades han ut för att strida i det första Tjetjenienkriget, och 1999 deltog han i Dagestankriget. Samma år avslutade han sina studier i filologi och lämnade sin tjänst hos OMON.
År 2000 fick han arbete som journalist på nizjnijnovgorodtidningen Delo. Han skrev under många pseudonymer, varav den mest kända var Jevgenij Lavlinskij. År 2001 blev han tidningens chefredaktör.
Prilepins första litterära arbeten publicerade år 2003 i tidningen Denj literatury. Därefter trycktes hans verk i Literaturnaja Gazeta, Limonka, Na krajo och Generalnaja linija, och även i tidskrifterna Sever, Druzjba narodov, Roman-gazeta, Novyj Mir, Snob, Russkij pioner, Russkaja zjizn och Avrora..
Prilepin var chefredaktör för Nationalbolsjevikiska partiets tidning i Nizjnij novgorod, Narodnyj nabljodatel (på ryska: Народный наблюдатель Folkobservatören). Han deltog i unga författares seminarium "Moskva – Peredelkino" (i februari 2004) och i  IV, V, VI forumen för Rysslands unga författare i Moskva. Prilepin anses vara en av grundarna av den moderna ryska krigsprosan jämsides Aleksandr Karasov och Arkadij Babtjenko.
I oktober 2014 fanns Prilepin med bland de 100 mest inflytelserika människorna i Ryssland, enligt tidskriften Russkij reportjor. Enligt ryska gallupinstitutets enkätundersökning 2015, kom Prilepin på andra plats som "Årets författare i Ryssland", efter Darja Dontsova.
I ryska gallupinstitutets enkätundersökning år 2016 om "Årets författare i Ryssland" kom Zachar Prilepin på delad tredje plats med Boris Akunin, Aleksandr Prochanov och Viktor Pelevin. Prilepin var enligt företaget Medialogija den författare som omnämndes mest i massmedia under 2016, och gick därmed om Andrej Usatjov och Ljudmila Ulitskaja.

## Privatliv
Zachar Prilepin är gift med Maria och tillsammans har de fyra barn, två flickor och två pojkar.

### Böcker
- 2004 Patalogii (på ryska: Патологии Patalogier). Om hur han som menig soldat stred i Tjetjenien på 1990-talet. Boken översattes genast till flera språk och Prilepin reste för första gången utomlands som författare.
- 2006 Sankja (på ryska: Санькя Sankja). Berättar historien om en ung oppositionell och medlem i en förbjuden organisation som deltar i demonstrationer, flyr från militärtjänsten och gömmer sig hos de som gått under jorden.[a]
- 2008 Grech (på ryska: Грех Synd). En novellsamling som ger en inblick i 2000-talets kaotiska Ryssland. Boken vann 2008 års nationella bestsellerpris och 2011 års superbestsellerpris.
- 2011 Tjornaja obezjana (på ryska: Чёрная обезьяна Den svarta apan)
- 2014 Obitel (på ryska: Обитель Klostret), som blev det årets mest utlånade bok på biblioteken i Moskva[15], och vann Rysslands största litteraturpris Stora bokpriset 26 november 2014 [16][17]
- 2017 Vzvod. Ofitsery i opoltjentsy russkoj literatury (på ryska: Взвод. Офицеры и ополченцы русской литературы Plutonen. Den ryska litteraturens officerare och lantvärnsmän)[18]